# Azepan
Azepan – organiczny związek chemiczny należący do grupy związków heterocyklicznych. Cząsteczka azepanu zbudowana jest z siedmioczłonowego pierścienia, który składa się z sześciu atomów węgla oraz jednego atomu azotu.

Dobrze znanymi pochodnymi azepanu są leki benzodiazepinowe np. diazepam, a także kaprolaktam - wyjściowy związek do produkcji nylonu.